# Enslinje

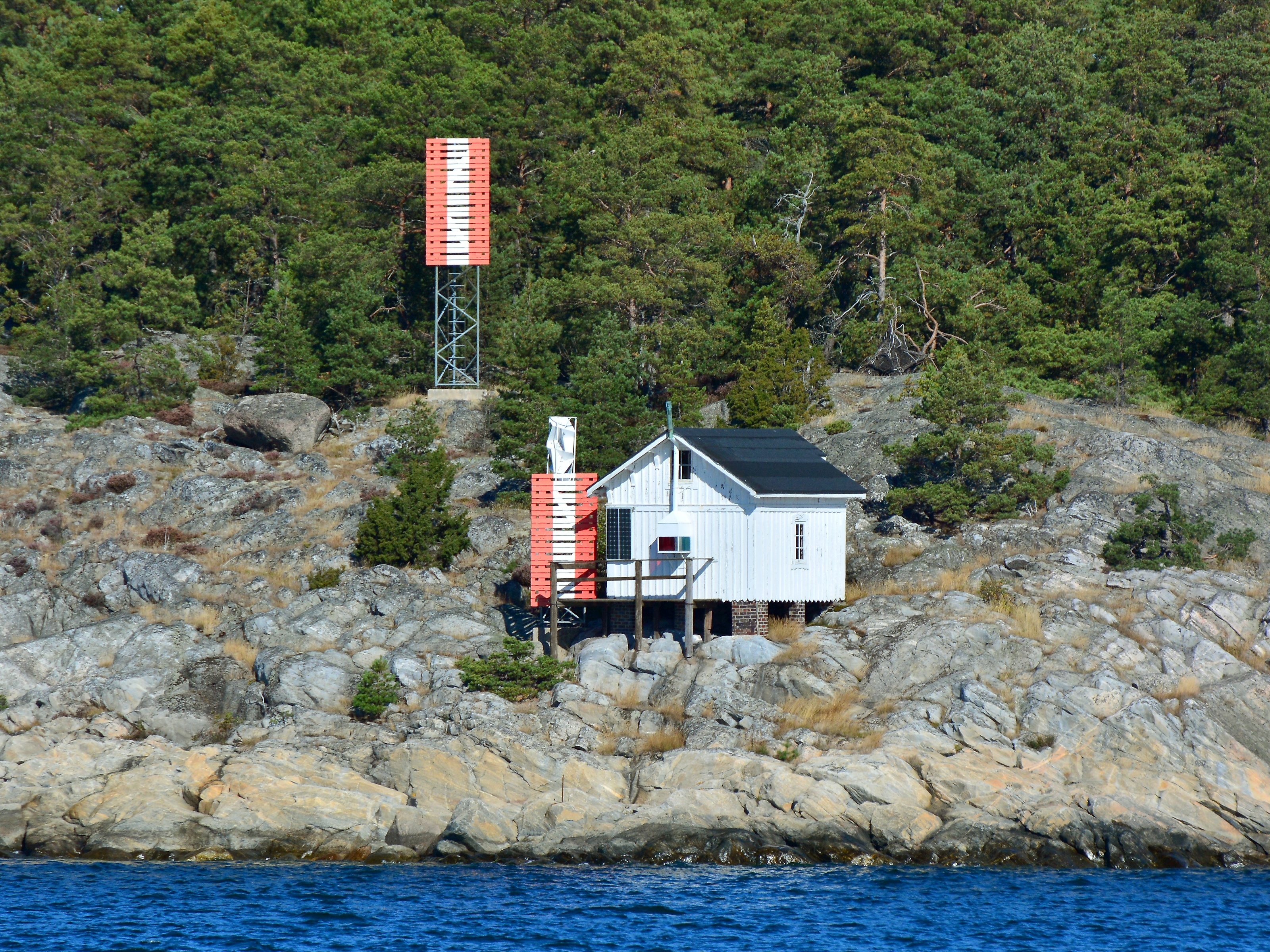
Linjetavlor på Klövholmen för en enslinje på Kanholmsfjärden. Fotografen befinner sig till vänster om enslinjen.

En enslinje (uttal [en´slinje]) är en linje genom två i naturen urskiljbara punkter, "ensmärken", som används i navigation för positionsbestämning (jfr ortlinje), för att hitta en trygg kurs eller bestämma gränsen för tryggt vatten (jfr frimärke).

## Tillverkade enslinjer
Enslinjer som konstruerats då en farled utmärkts består normalt av två sjömärken, antingen särskilda ensmärken, linjetavlor eller ensfyrar, eller ett särskilt konstruerat sjömärke och ett existerande sjömärke, till exempel en sektorfyr.
Ensmärkena konstrueras så att det bortre ensmärket syns över det närmare märket då man befinner sig på den farled enslinjen utmärker. Att märkena är över varandra behöver dock inte betyda att man är på farleden, då denna följer enslinjen bara på en viss sträcka. Ibland är linjetavlorna försedda med blinkande ljus (vanligen vitt), så att de lätt kan användas också nattetid (och kan betraktas som ensfyrar).
Ensmärkena kan vara triangelformade tavlor, den ena med en spets som pekar nedåt och den andra med en spets som pekar uppåt, eller fyrkantiga tavlor med ett brett streck i mitten. När man befinner sig på enslinjen pekar sjömärkenas spetsar eller mittlinjer mot varandra på ett tydligt sätt.
Också sjökablar (och prickars rätta läge) är ofta utmärkta med tillverkade enslinjer (av annat utseende).
Ensmärkena är markerade på sjökorten och man kan lätt dra ut enslinjen genom att dra ett rakt streck som förbinder de två sjömärkena. På finska sjökort är för farleder konstruerade enslinjer vanligen utritade färdigt.

## Naturliga enslinjer
Vilka som helst objekt kan användas som ensmärken, bara man säkert kan känna igen dem och tillräckligt noga fastställa deras läge. Till exempel kan man använda en (brant) udde som nära en linje man är intresserad av ligger ens med en fyr, en prick, en klippa eller en annan udde. På samma sätt kan man använda två oberoende sjömärken.

## Användning vid navigering

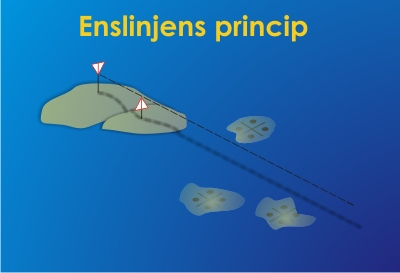
Då betraktaren är till vänster om enslinjen ligger det nedre ensmärket till höger om det övre.

Tillverkade enslinjer kan användas i första hand då man vill hitta eller hålla sig till en farled enslinjen är avsedd för. Naturliga enslinjer kan användas på samma sätt. En enslinje kan också användas för att kontrollera avdriften, också då man inte följer någon viss led.
Frimärken är ensmärken som bildar en linje som avskiljer vatten med grynnor eller andra faror från tryggt vatten. Så länge man befinner sig på rätt sida om enslinjen är man trygg för farorna ifråga.
Då man vill bestämma sin position använder man ofta ortlinjer, linjer som kan ritas ut i sjökortet och i vilkas skärningspunkt man befinner sig. Enslinjer är ett snabbt och tryggt sätt att ta ut en ortlinje, eftersom man inte behöver pejla med kompass eller på annat sätt bestämma linjens riktning.
För att med tillräcklig noggrannhet kunna avgöra när man befinner sig på enslinjen är det väsentligt att ensmärkena ligger långt från varandra i förhållande till det egna avståndet till ensmärkena, då detta förhållande bestämmer hur mycket det skenbara avståndet mellan märkena förändras då man själv rör sig bort från enslinjen. Också vid användning av tillverkade enslinjer måste man dessutom bedöma vilken del av enslinjen som går genom tryggt vatten.

## Bilder

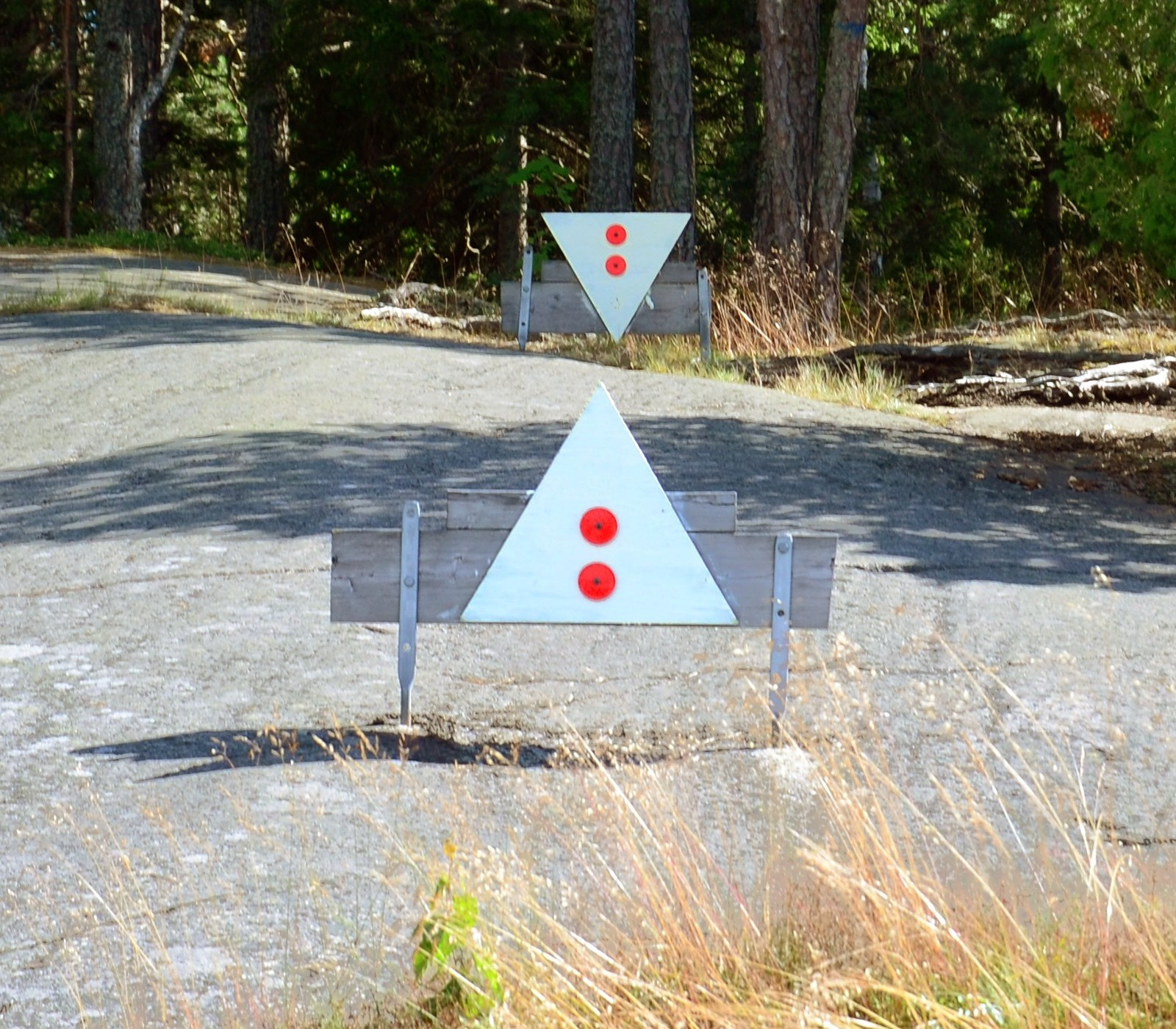
Ensmärken som markerar inloppet till Bockviken på norra Finnhamn.
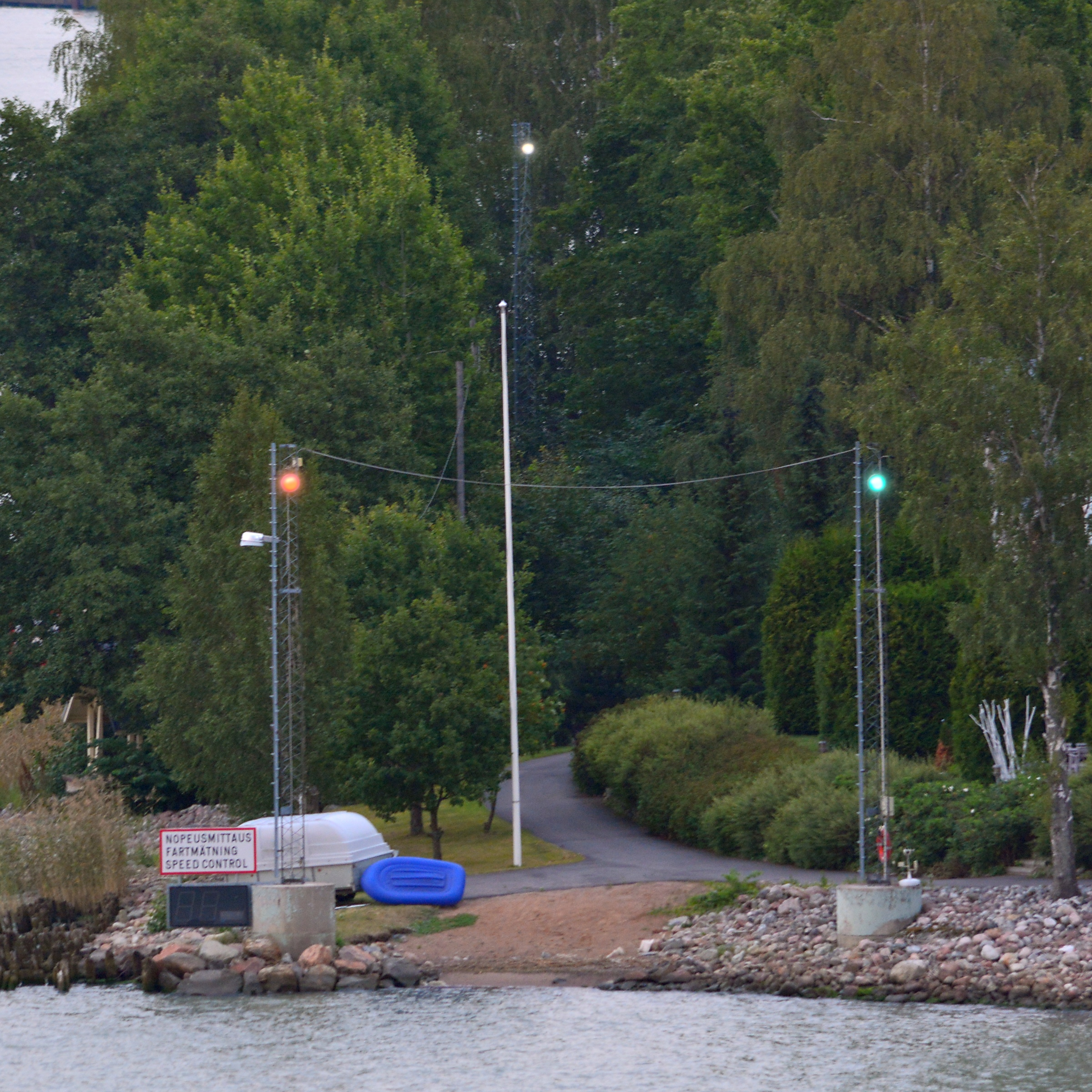
Två enslinjer med gemensamt övre märke på Beckholmen i Åbo.
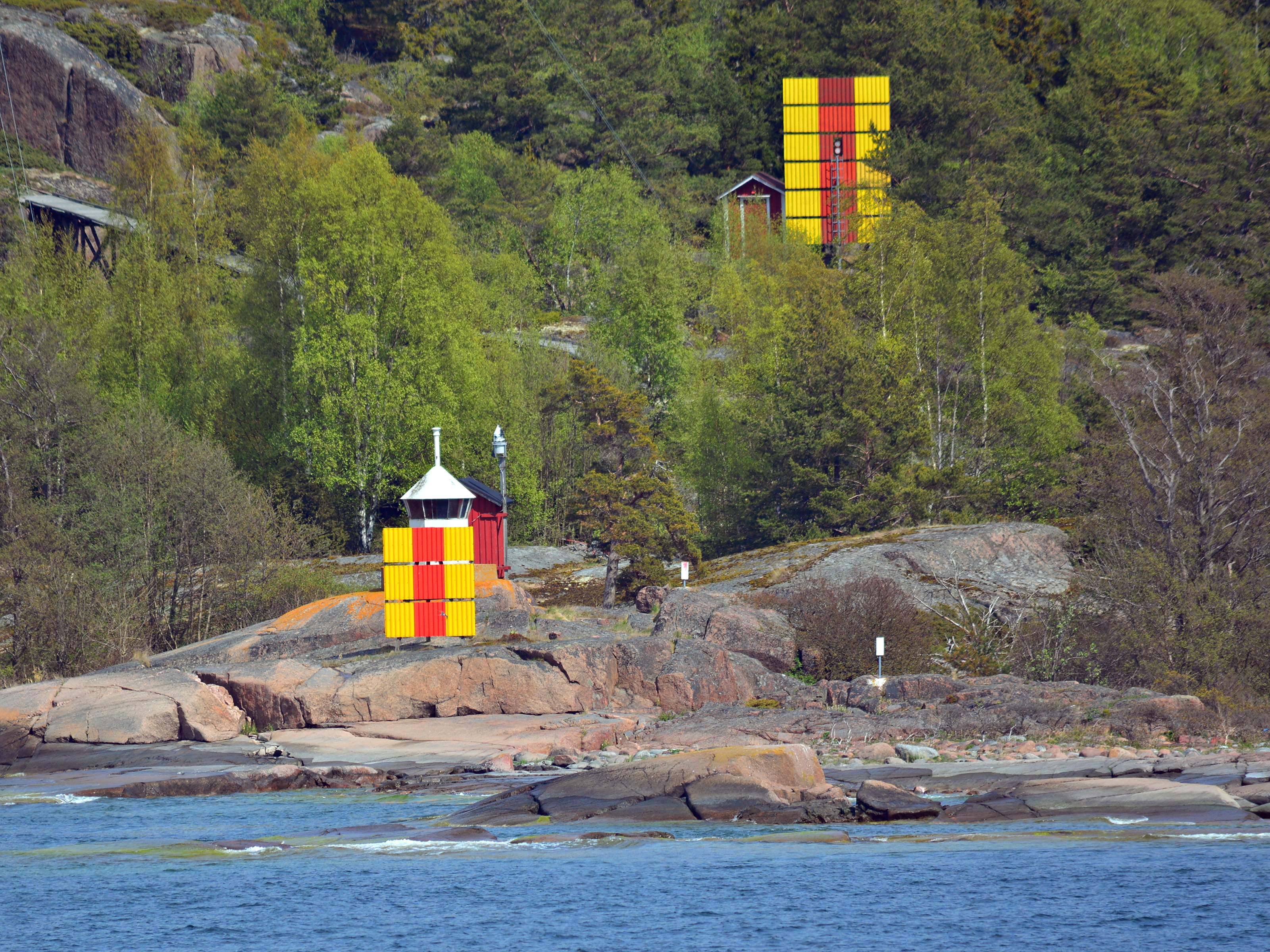
Belyst enslinje på Yttre Korsö utanför Mariehamn.
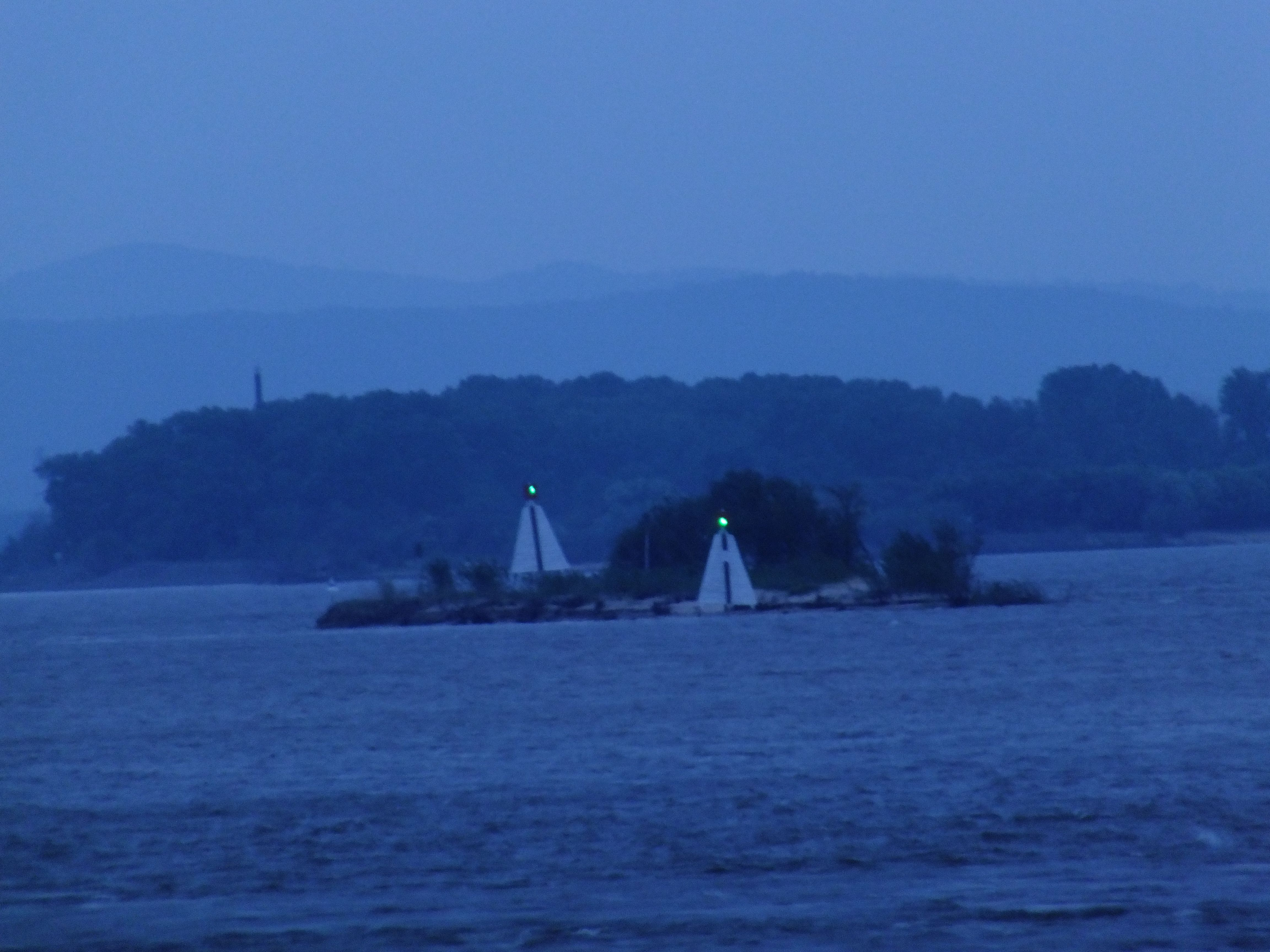
Enslinje i skymning vid Amur.
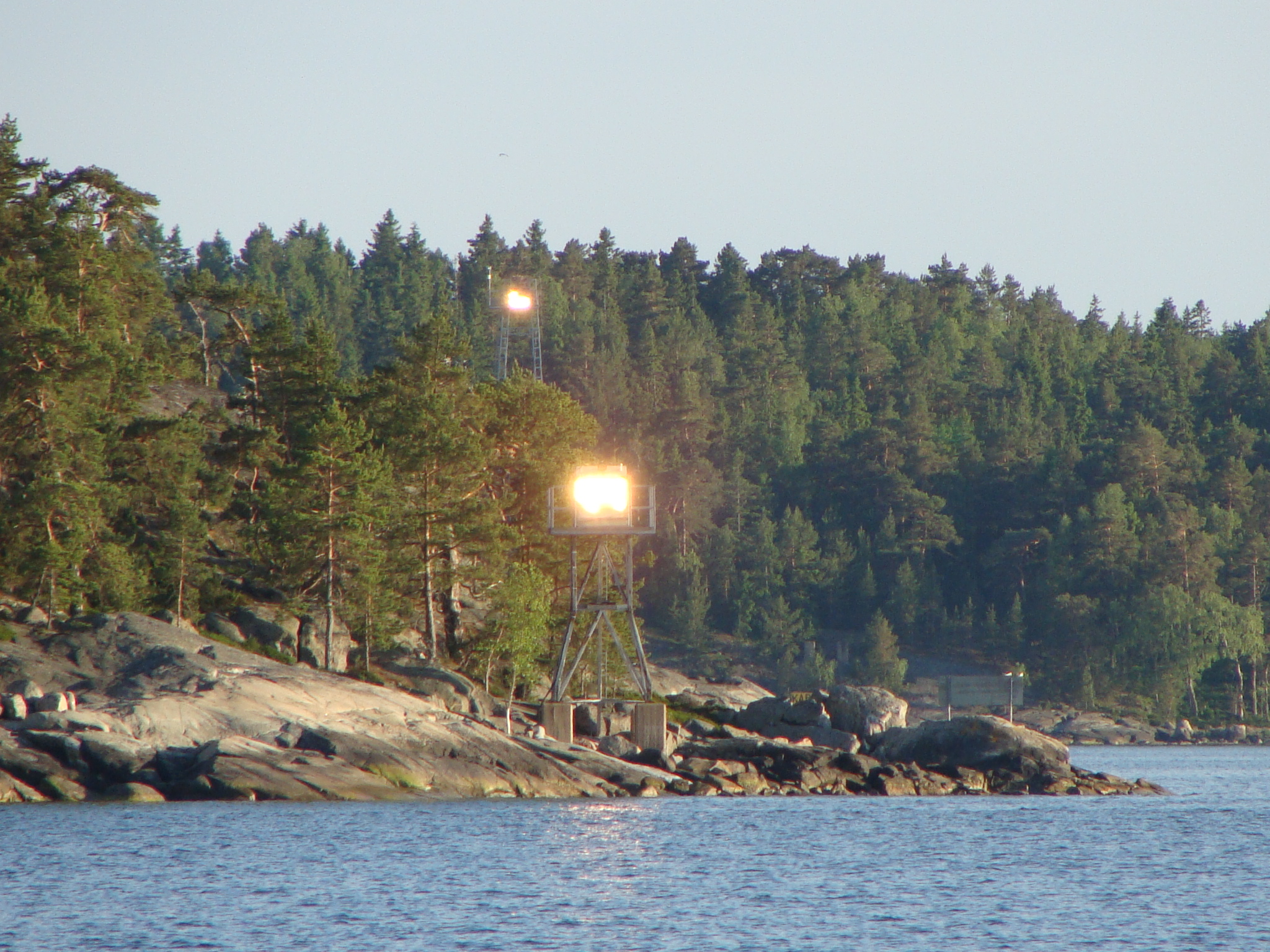
Dagfyrar för Själö enslinje över Erstan.

## Fotnoter
1. ↑  Svensk ordbok, Uppsala 1986